# Serra de Fontcalent
La serra de Fontcalent és una serra situada a l'oest de la ciutat d'Alacant, administrativament a la pedania de Fontcalent. La seva amplària és d'un quilòmetre i la seva longitud de tres. Té una altitud de 446 metres, fent-la el punt més alt del municipi. En la serra i en el seu entorn es troben diverses coves, com la dels Coloms, la dels Amagats, la de l'Ocre o la del Fum, aquesta última amb restes d'ocupació de fins a tres mil anys abans de Crist.
Rep el seu nom d'una deu d'aigua calenta que brolla en la finca Fontcalent, annexa a les vies del ferrocarril.

## Flora
La seua vegetació és molt escassa. En la part superior abunda el margalló, l'espart, la farigola i el tomaní; en la part inferior l'ortiga i el card.

## Economia
La muntanya es caracteritza per les seues terres riques en algeps, que la van fer patir una activitat extractiva durant segles. Les fàbriques van durar fins a inicis del segle XXI, quan van tancar-se les darreres fàbriques en actiu; però els carrers de la pedania, les marques en la terra i algunes construccions mineres antigues i modernes encara recorden aquesta activitat econòmica. Aquesta extracció també és l'origen de les Llacunes de Fontcalent.